# Liste des maires de Troyes

## Cette partie présente la liste des maires de la ville de Troyes depuis1790
| Période        | Période        | Identité                                   | Étiquette      | Qualité                                                                               |
| -------------- | -------------- | ------------------------------------------ | -------------- | ------------------------------------------------------------------------------------- |
| 1995           | En cours       | François Baroin                            | UMP-LR         | député, avocat ; ancien ministre du Budget, porte-parole et journaliste               |
| 1972           | 1995           | Robert Galley                              | RPR            | ingénieur                                                                             |
| 1947           | 1972           | Henri Terré                                |                | négociant, président du Comité local de Libération                                    |
| 1944           | 1947           | Fernand Giroux                             |                | nommé par le préfet en 1944, élu en 1945                                              |
| 1940           | 1944           | René Douet                                 |                | désigné par le Korpskommando                                                          |
| 1935           | 1940           | René Plard                                 | PUP            | commis aux PTT, avocat, rédacteur en chef de la Dépêche de l'Aube, député (1932-1940) |
| 1929           | 1935           | Armand Privé                               |                |                                                                                       |
| 1919           | 1929           | Emile Clévy                                |                | ouvrier bonnetier, secrétaire de la Fédération socialiste de l'Aube                   |
| 1914           | 1919           | Armand Michel                              |                |                                                                                       |
| 1912           | 1913           | Emile Riché                                |                |                                                                                       |
| 1912           | 1912           | Georges Descusses                          |                | maire provisoire                                                                      |
| 1911           | 1912           | Lucien Variot                              |                |                                                                                       |
| 1911           | 1911           | Charles Dupretz                            |                | président délégation municipale nommée par le préfet                                  |
| 1911           | 1911           | Louis Berger                               |                | président délégation municipale nommée par le préfet                                  |
| 1908           | 1911           | Charles Lemblin-Armant                     |                | propriétaire                                                                          |
| 1904           | 1908           | Louis Mony                                 | Radical modéré | architecte                                                                            |
| 1900           | 1904           | Charles Lemblin-Armant                     |                | propriétaire                                                                          |
| 1896           | 1900           | Louis Mony                                 | Radical modéré | architecte                                                                            |
| 1892           | 1896           | Edmond Delaunay                            |                |                                                                                       |
| 1887           | 1892           | Eugène Boullier                            |                |                                                                                       |
| 1886           | 1887           | Eugène Collot-Chambellant                  |                | maire provisoire                                                                      |
| 1886           | 1886           | Louis Mony                                 |                | architecte                                                                            |
| 1884           | 1886           | Jean-Marie Demarche                        |                |                                                                                       |
| 1882           | 1884           | Edmond Pigeon                              |                |                                                                                       |
| 1881           | 1882           | Stanislas Baltet                           |                |                                                                                       |
| 1875           | 1881           | Arthur Pierret                             |                |                                                                                       |
| novembre 1874  | mai 1875       | Emanuel Buxtorf                            |                | ingénieur                                                                             |
| 1871           | 1875           | Louis Henry                                |                | notaire                                                                               |
| 1871           | 1871           | Emanuel Buxtorf                            |                | ingénieur                                                                             |
| 1870           | 1871           | Louis Félix Parigot                        |                |                                                                                       |
| 1859           | 1870           | Désiré Argence                             |                |                                                                                       |
| 1852           | 1859           | Louis Félix Parigot                        |                |                                                                                       |
| 1848           | 1852           | Claude Ferrand Lamotte                     |                |                                                                                       |
| 1840           | 1848           | Etienne Vauthier                           |                |                                                                                       |
| 1837           | 1840           | Claude Ferrand Lamotte                     |                |                                                                                       |
| 1835           | 1837           | Jean-Pierre Fontaine-Gris                  |                |                                                                                       |
| 1835           | 1835           | Alexandre-Claude Payn                      |                |                                                                                       |
| 1830           | 1835           | Nicolas Jean Baptiste Vernier              |                |                                                                                       |
| 1826           | 1830           | Etienne Gaudinot-Gerard                    |                |                                                                                       |
| 1816           | 1826           | Charles-Jacques de Fadate de Saint-Georges |                |                                                                                       |
| 1814           | 1816           | Armand Célestin Michel                     |                |                                                                                       |
| 1809           | 1814           | Nicolas Piot de Courcelles                 |                |                                                                                       |
| 1803           | 1809           | Louis Joseph Bourgoin                      |                |                                                                                       |
| novembre 1800  | 1803           | Victor Paillot de Loynes                   |                |                                                                                       |
| juillet 1800   | novembre 1800  | Jean François Berthelin Fromageot          |                |                                                                                       |
| avril 1799     | juillet 1800   | Jean François Debilly                      |                |                                                                                       |
| février 1799   | avril 1799     | Joseph Geoffroy Geny                       |                |                                                                                       |
| décembre 1798  | février 1799   | Jean-Baptiste Dorgemont                    |                |                                                                                       |
| décembre 1798  | décembre 1798  | Remy Nicolas Ramonet                       |                |                                                                                       |
| mai 1798       | décembre 1798  | Pierre Louis Sissous                       |                |                                                                                       |
| février 1798   | mai 1798       | Philippe Cesar Bourote                     |                |                                                                                       |
| octobre 1797   | février 1798   | Pierre Truelle Rambourgt                   |                |                                                                                       |
| septembre 1797 | octobre 1797   | Pierre Louis Sissous                       |                |                                                                                       |
| mars 1797      | septembre 1797 | Jean François Debilly                      |                |                                                                                       |
| 1796           | mars 1797      | Nicolas Jacques Lefebvre                   |                |                                                                                       |
| 1795           | 1796           | Jacques Babeau                             |                |                                                                                       |
| 1794           | 1795           | Louis Mignot                               |                |                                                                                       |
| 1793           | 1794           | François Victor Gachez                     |                |                                                                                       |
| 1792           | 1793           | Zacharie Jacquet                           |                |                                                                                       |
| 1791           | 1792           | Joseph Maurice Lalobe                      |                |                                                                                       |
| 1790           | 1791           | Pierre Nicolas Perrin                      |                |                                                                                       |
| 1790           | 1790           | Nicolas-Jacques Camusat de Bellombre       |                |                                                                                       |

## Maires royaux
En 1481, les institutions communales ne fonctionnaient plus, Louis XI les fit revivre par sa charte de mars 1481, confirmés par un arrêt du parlement de 1493.

- 1786-89 : Claude Huez assassiné en 1789.
- 1780-86 : Jean Edme Berthelin,
- 1769-80 : Nicolas Dereins,
- 1765-69 : Pierre de Mesgrigny[2],
- 1759-1765 : Nicolas Camusat, colonel de la milice ;
- 1755-1759 : Claude Gallien ;
- 1751-1755 : Jean Berthelin ;
- 1747-1751 : Eustache Gouault ;
- 1743-1747 : Nicolas Rémond, écuyer ;
- 1739-1743 : Antoine Camusat ;
- 1735-1739 : Louis de Mauroy, écuyer et colonel de la milice bourgeoise ;
- 1735 : Gaston Motet ;
- 1732-1734 : Louis de Mauroy ;
- 1728-1732 : Jean Paillot, écuyer ;
- 1724-1728 : Pierre Rollin ;
- 1719-1723 : Toussaint Gouault ;
- 1716-1719 : Antoine Blampignon ;
- 1712-1716 : Pierre II Paillot, écuyer ;
- 1712 : Claude Comparot ;
- 1711-1712 : Nicolas Calabre ;
- 1710-1711 : Gabriel Taffignon ;
- 1709-1710 : Odard Angenoust ;
- 1695-1709 : Nicolas Lion ;
- 1692-1693 : Nicolas Perricard ;
- 1688-1692 : François Rollin ;
- 1684-1688 : Nicolas Perricard ;
- 1680-1684 : Jacques Blampignon ;
- 1676-1680 : Claude Dare, seigneur de Vaudès ;
- 1674-1675 : Nicolas Vaulthier ;
- 1672-1674 : Denis Tétel ;
- 1668-1672 : Nicolas Vaulthier, seigneur de Drosnay ;
- 1664-1668 : Nicolas Vigneron ;
- 1660-1664 : Pierre Denise ;
- 1656-1658 : Pierre Marceau ;
- 1652-1656 : Pierre Denise, écuyer, maître des eaux-et-forêts ;
- 1650-1652 : Odard Perricard ;
- 1646-1650 : Joachim Bazin, écuyer, lieutenant général du bailliage ;
- 1644-46 : Vincent d'AUltruy,
- 1642-44 : Odard de la Ferté,
- 1636-1640 : Odard Perricart,
- 1634-36 : Odard Perricart[3]
- 1626-32 : Moïse Riglet,
- 1622-26 : Joseph de Vienne,
- 1618-22 : Nicolas Paillot,
- 1614-14 : Jean Bazin,
- 1610-14 : Antoine Pithou,
- 1608-10 : Simon le Boucherat,
- 1607-08 : Jaques Angenoust,
- 1607 : Jean d'Aultruy, mort en fonction,
- 1604-07 : Jacques Le Bey, mort en fonction,
- 1600-04 : Jean d'Aultruy,
- 1598-1600 : Nicolas le Marguenat,
- 1594-98 : Louis le Mairat,
- 1592-94 : Jean d'Aultruy,
- 1588-1592 : Nicolas de Hault,
- 1586-88 : Jean d'Aubeterre,
- 1584-86 : Vincent Nevelet,
- 1582-84 : Nicolas Le Bey,
- 1578-82 : Louis le Mairat,
- 1576-78 : Pierre Belin,
- 1574-76 : Jean Gombault,
- 1573: Christophe Angenoust, mort en fonction
- 1572-73 : Pierre de Nevelet, mort en fonction,
- 1570-72 : Pierre Belin,
- 1568-70 : Guillaume Format,
- 1566-68 : Pierre Mauroy,
- 1562-66 : Claude Pinette,
- 1560-62 : Denis Cléry,
- 1558-60 : Guillaume Format,
- 1556-58 : Christophe Angenoust,
- 1554-56 : Michelet Mauroy,
- 1550-54 : Nicolas Coiffard,
- 1548-50 : Michelet Mauroy,
- 1546-48 : Claude II Molé,
- 1544-46 : Nicolas Riglet,
- 1542-44 : Guillaume le Mercier,
- 1538-40 : Pierre de Provins,
- 1536-38 : Michel Drouot,
- 1534-36 : Nicolas Coiffard,
- 1532-34 : Jacques de Menisson,
- 1530-32 : Antoine Huyard,
- 1528-30 : Claude de Marisy,
- 1524-28 : Jacques Dorigny,
- 1522-24 : Claude de Marisy,
- 1520-22 : Jean Festuot,
- 1518-20 : Jacques de Marisy,
- 1516-18 : Pierre Mauroy,
- 1514-16 : Jacques de Marisy,
- 1512-14 : Jean Richer,
- 1509-12 : Jean le Tartrier,
- 1504-08 : Claude Molé,
- 1500-04 : Huguenny le Peuvrier,
- 1498-1500 : François de Marisy,
- 1496-98 : Simon Liboron,
- 1493-96 : Edmond le Boucherat,
- 1488 : Jean de Marisy,
- 1470 : Jean de Marisy[4].

## Maires comtaux
En septembre 1230, Thibaud comte de Champagne, octroyait une charte communale à la ville.
- 1241 : Pierre des Bordes,
- 1239 : Bernard de Montcucq[5],
- 1236 : Jacques Garnier,
- 1234 : Gérard Mélétaire[6],
- 1233 : Pierre Legendre, bailli de Provins et garde des Foires,
- 1232 : Gérard Mélétaire[7], qui fut aussi prévôt, garde des Foires et chambellan du comte,

## Pour approfondir